# Tympanogryllus cyclopterus
Tympanogryllus cyclopterus är en insektsart som beskrevs av Andrej Vasiljevitj Gorochov 2001. Tympanogryllus cyclopterus ingår i släktet Tympanogryllus och familjen syrsor. Inga underarter finns listade i Catalogue of Life.